# حيدر حسن
حيدر حسن (مواليد 20 أكتوبر 1982) هو مُقاتل فنون قتالية مختلطة أمريكي من أصل عراقي، يُنافس حاليًا في اتحاد القتال الشجاع. منافس محترف منذ عام 2009، وقد نافس في يو إف سي والقوة الضاربة وبطولات تيتان القتالية وملك القفص وبطولات قتال إكستريم وكان متسابقًا في المقاتل النهائي: أفضل فريق أمريكي ضد بلاكزيليانز بالإضافة إلى المقاتل النهائي: ريدمبشن.

## سجل فنون القتال المختلطة
| السجل المهني |       |         |
| 14 نزال      | 9 فوز | 5 خسارة |
| ضربة قاضية   | 6     | 1       |
| إخضاع        | 0     | 2       |
| قرار القضاة  | 3     | 1       |
| إقصاء        | 0     | 1       |

## وصلات خارجية
- حيدر حسن على موقع شيردوغ (الإنجليزية)
- حيدر حسن على موقع IMDb (الإنجليزية)